# 23 Волос Вероники
23 Волос Вероники (лат. 23 Comae Berenices), HD 109485 — тройная звезда в созвездии Волос Вероники на расстоянии (вычисленном из значения параллакса) приблизительно 1414 световых лет (около 433 парсек) от Солнца. Возраст звезды определён как около 210 млн лет.

## Характеристики
Первый компонент (WDS J12349+2238A) — белая звезда спектрального класса A0IVm, или A0. Видимая звёздная величина звезды — +4,773m. Масса — около 6,349 солнечной, радиус — около 17,568 солнечного, светимость — около 121,563 солнечной. Эффективная температура — около 9465 K.
Второй компонент (WDS J12349+2238B). Видимая звёздная величина звезды — +6,9m. Орбитальный период — около 33,04 года. Удалён на 0,4 угловой секунды.
Третий компонент (или несколько). Масса — около 3706,16 юпитерианской (3,5379 солнечной). Удалён в среднем на 2,769 а.е..